# Lisa McVey
Lisa McVey Noland (nascida em março de 1967) é uma policial estadunidense, oficial de recursos escolares e palestrante motivacional em Tampa, Flórida. Aos 17 anos, ela foi sequestrada por Bobby Joe Long, um serial killer e estuprador que agrediu sexualmente e assassinou 10 mulheres na área da baía de Tampa em 1984. McVey foi uma das últimas vítimas de Long e as informações que ela forneceu à polícia levaram à sua captura. Alguns anos depois de sua provação, McVey começou a seguir uma carreira na aplicação da lei.

## Histórico de abuso
Lisa McVey contou abertamente sua experiência como vítima de abuso, mesmo antes de seu sequestro. “Eu estava sendo abusada sexualmente em casa. O namorado da minha avó costumava colocar uma arma na minha cabeça toda vez que me molestava por três anos. Não era nada novo para mim. Uma situação ruim me levou a outra situação ruim é o que salvou minha vida. Porque na noite anterior [do sequestro] eu estava fazendo minha nota de suicídio e na noite seguinte estava lutando pela minha vida.”
Ela foi forçada por sua mãe viciada em drogas e álcool a morar e cuidar de sua avó aos 14 anos. Anteriormente, ela havia entrado e saído de um orfanato.

## Sequestro de 1984
Em 3 de novembro de 1984, Lisa McVey foi arrancada de sua bicicleta no caminho para a casa de sua avó depois do trabalho. Ela foi vendada, mantida sob a mira de uma arma, estuprada e torturada por 26 horas. Mais tarde, ela descobriria que o perpetrador era Bobby Joe Long, responsável por pelo menos 10 assassinatos e mais de 50 estupros.
Durante seu cativeiro, McVey apelou para a mente infantil de seu sequestrador e se ofereceu para ser sua namorada secreta. Ela então suscitou a simpatia de Long alegando ser a única filha de um pai doente. Ele foi persuadido a soltá-la e o fez em um local remoto, instruindo-a a manter a venda nos olhos por cinco minutos enquanto ele escapava. Ao chegar em casa, foi espancada pelo namorado de sua avó e interrogada por cinco horas sobre seu paradeiro. Seu relato permaneceu consistente e, finalmente, um telefonema foi feito para a polícia.
McVey se comprometeu a memorizar vários detalhes sobre seu sequestro e intencionalmente deixou impressões digitais em várias superfícies no banheiro de Long para ajudar a polícia a identificá-la no caso de sua morte. Através da descrição de seu captor, seu veículo, a rota que eles tomaram e outros detalhes, a polícia conseguiu rastrear Long e conectá-lo a outros crimes. Oficiais iniciaram uma operação de vigilância e prenderam Long em 16 de novembro de 1984, por agressão sexual e sequestro de McVey.
Em 23 de setembro de 1985, Long se declarou culpado de seus crimes contra McVey e de oito acusações adicionais de assassinato em primeiro grau, oito acusações de sequestro e sete acusações de agressão sexual. Ele recebeu sentenças de prisão perpétua em todas as acusações no condado de Hillsborough. Além disso, ele recebeu duas sentenças de morte pelos assassinatos de Michelle Denise Simms e Virginia Johnson.
Quando Long foi executado em 23 de maio de 2019, McVey e outra sobrevivente, Linda Nuttall, estavam presentes.

## Carreira
Em 1994, Lisa McVey começou a trabalhar para o departamento de parques e recreação do condado de Hillsborough. Quando denunciou um arrombamento no escritório, o delegado que veio ao local disse: "Você tem atitude para ser uma policial. Já pensou nisso?". Em 1999, ela foi transferida para o gabinete do Xerife do condado de Hillsborough como despachante e tornou-se vice-reserva. McVey se inscreveu na academia de polícia e foi representante em 2004. Trabalha no mesmo departamento que encontrou e prendeu seu raptor, especializado no combate a crimes sexuais e na proteção de crianças.
Ela também trabalha como oficial de recursos do ensino médio e usa sua história para ensinar aos alunos como lidar com situações potencialmente perigosas.

## Na mídia
- McVey conta sua história com a autora Joy Wellman no livro de 1997, Smoldering Embers.[14]
- McVey aparece na série documental sobre crimes "Surviving Evil", apresentada por Charisma Carpenter no episódio de 2013 "Nobody's Victim".[15]
- Sua história é dramatizada no filme de televisão de 2018 Believe Me: The Abduction of Lisa McVey (no Brasil: Acredite em Mim: A História de Lisa Mcvey), que foi originalmente transmitido no Showcase (Canadá) e Lifetime (Estados Unidos), onde Katie Douglas interpreta Lisa.[11][16] Em 4 de junho de 2021, o filme foi lançado na Netflix no Reino Unido e em outros mercados, incluindo o Brasil.[17]